# Aechmea ferruginea
Aechmea ferruginea är en gräsväxtart som beskrevs av Lyman Bradford Smith. Aechmea ferruginea ingår i släktet Aechmea och familjen Bromeliaceae. Inga underarter finns listade i Catalogue of Life.